# Spectrolebias
Spectrolebias ist eine Gattung der Saisonfische aus der Familie Rivulidae und gehört zur Gruppe der Eierlegenden Zahnkarpfen. Die Arten dieser Gattung bewohnen temporäre Gewässer der südlichen Flusseinzugsgebiete des Amazonas, einschließlich Rio Madeira, Rio Xingu, Rio Araguaia und Rio Tocantins, und des bolivianischen und paraguayischen Chaco.

## Merkmale
Die Arten der Gattung Spectrolebias unterscheiden sich von Arten der anderen Gattungen des Tribus Cynolebiini durch eine deutlich längere Hyomandibula und durch eine schmalere kopfseitige Spitze des vierten Ceratobranchial der Kiemen.

## Arten
Die Gattung Spectrolebias umfasst folgende 11 Arten:
- Spectrolebias bellidoi Nielsen & Pillet, 2015
- Spectrolebias brousseaui Nielsen, 2013
- Spectrolebias chacoensis (Amato, 1986)
- Spectrolebias costai (Lazara, 1991)
- Spectrolebias filamentosus (Costa, Barrera & Sarmiento, 1997)
- Spectrolebias gracilis Costa & Amorim, 2018
- Spectrolebias inaequipinnatus (Costa & Brasil, 2008)
- Spectrolebias pilleti Nielsen & Brousseau, 2013
- Spectrolebias reticulatus (Costa & Nielsen, 2003)
- Spectrolebias semiocellatus (Costa & Nielsen, 1997)
- Spectrolebias shoheiohtanii Brousseau, 2025